# Walcott Peak
Walcott Peak – ogromny nunatak w Guthridge Nunataks w Gutenko Mountainsw środkowej Ziemi Palmera w południowej części Półwyspu Antarktycznego na Antarktydzie, o wysokości około 1700 m n.p.m.
Nunatak leży w połowie drogi pomiędzy Mount Jukkola i Lokey Peak w południowej części Guthridge Nunataks w Gutenko Mountains w środkowej Ziemi Palmera . 
Jego mapę sporządził United States Geological Survey w 1974 roku. Szczyt został nazwany na cześć oficera armii amerykańskiej Freda P. Walcotta, dowódcy stacji antarktycznej Amundsen-Scott w 1973 roku. 